# A Roda
A Roda é um programa de televisão brasileiro que aborda as raízes culturais e musicais do estado do Rio de Janeiro. Produzido e transmitido pela TV Globo Rio de Janeiro e afiliadas do estado, o programa tem como foco explorar e celebrar a diversidade artística e cultural da região, destacando a influência significativa que o Rio de Janeiro exerce no cenário cultural brasileiro. É apresentado por Chico Regueira.

## Produção

### Primeira temporada:A Roda
A Roda estreou no sábado, 25 de agosto de 2018, focalizando jovens que debatiam os desafios enfrentados na vivência no Rio de Janeiro. Ao longo da temporada, dez jovens provenientes de diversas cidades do estado compartilharam suas perspectivas e experiências relacionadas a temas cruciais, como segurança, mobilidade, saúde e educação. O primeiro episódio foi gravado na região da Pavuna, situada na Zona Norte da capital, enquanto o segundo episódio teve como cenário a cidade de Nova Iguaçu, localizada na Baixada Fluminense. O programa ofereceu uma plataforma para o diálogo construtivo e a expressão de opiniões diversas sobre questões sociais relevantes na região, proporcionando uma reflexão abrangente sobre a realidade vivenciada pelos jovens durante sua exibição.

### Segunda temporada:A Roda
Em 2019, estreou a segunda temporada abordando questões relevantes para jovens residentes ou oriundos de favelas e áreas periféricas do Rio de Janeiro. Durante essa temporada, os participantes engajaram-se em discussões aprofundadas sobre temas cruciais, incluindo emprego, recomeço, inspiração e identidade. A temporada foi composta por quatro episódios.

### Terceira temporada:A Roda: Carnaval
Em 2020, na terceira temporada denominada A Roda: Carnaval apresentada por Chico Regueira e Milton Cunha, ambos receberam, na Cidade do Samba, personalidades envolvidas no desfile do Sambódromo e nas festividades de rua do carnaval carioca. Entre os convidados notáveis estavam Leci Brandão e Moacyr Luz, destacados representantes do cenário carnavalesco. Durante os episódios, ritmistas, artesãos e brincantes se reuniram nesse emblemático local de celebração carnavalesca, proporcionando um espaço de interação onde puderam compartilhar experiências e entoar canções ao lado de renomados sambistas.

### Quarta temporada:A Roda: Samba
Em fevereiro de 2022, quarta temporada do programa, intitulada A Roda: Samba, destacou-se ao reunir renomados artistas como Teresa Cristina, Jorge Aragão e Moacyr Luz em uma homenagem vibrante ao ritmo do samba. No episódio de estreia, gravado na emblemática Pedra do Sal, o programa recebeu uma ilustre lista de convidados, incluindo, entre outros, Pretinho da Serrinha, Marquinhos de Oswaldo Cruz, a passista e geógrafa Rafaela Bastos, a musa das panelas Luiza Souza, o grupo Vou Pro Sereno, e o historiador Luiz Antonio Simas, que, juntamente com Nei Lopes, atuou como consultor de conteúdo do programa. No segundo episódio, a produção abordou a importância dos sambistas como cronistas urbanos, explorando o retrato social delineado por suas canções, além de examinar a relação entre o samba e as favelas, subúrbios cariocas e suas ramificações, como o pagode e o funk.

### Quinta temporada:A Roda: Conexões
A temporada de 2022, intitulada A Roda: Conexões, apresentou histórias inspiradoras de indivíduos engajados em desafios cotidianos em suas comunidades. Gravado no Complexo do Turano, no Campo da Horta, na Chacrinha, o programa destacou o cotidiano de oito pessoas provenientes de comunidades e regiões periféricas do Rio de Janeiro. Estes indivíduos, retratados como participantes de uma gincana na vida, compartilharam suas experiências, revelando a vivacidade de suas rotinas diárias que se assemelham a proezas atléticas. A diversidade das histórias é evidente nas trajetórias de quatro mulheres – a gari Jéssica Lene do Nascimento, a babá Cristiane Nascimento, a camelô Michele Santos de Oliveira e a estudante de pedagogia Gabrielle da Silva Pereira –, bem como de quatro homens – o músico Leo Guima, o motoboy Marcondes Santos, o saxofonista Miguel Ângelo e o entregador Rildo Rielle Gonçalves Lemos.
O segundo episódio foi gravado no Morro do Adeus, no Complexo do Alemão, e destacou a história inspiradora da bailarina Tuany Nascimento, de 28 anos. Tuany, moradora do Adeus, lidera a ONG Na Ponta dos Pés, que oferece aulas de balé para 245 meninas da comunidade. O espaço, inicialmente criado como local de ensaio de Tuany, tornou-se um celeiro de talentos ao proporcionar oportunidades educacionais e artísticas para as crianças da comunidade.

### Sexta temporada:A Roda: Raízes do Samba
Em 2023, o programa foi gravado em Salvador e falou sobre os encontros musicais entre Bahia e Rio. Em 18 de fevereiro de 2023, o programa foi à Igreja de Nossa Senhora da Penha, na capital, para falar sobre as conexões do samba nos dois estados. No episódio inaugural, gravado em colaboração com a TV Bahia no Solar do Unhão, Museu de Arte Moderna de Salvador, Carlinhos Brown, Baco Exu do Blues, Sarajane, Lazzo Matumbi, Gerônimo Santana, Gal do Beco, a maestrina e percussionista Vívian Caroline, juntamente com as Timbaladies, compartilham suas perspectivas sobre o samba do Recôncavo, os blocos afro, o axé, o samba reggae e os afoxés.
No segundo episódio, o programa prestou uma homenagem marcante ao Cacique de Ramos, realizada aos pés da Igreja da Penha. Este episódio contou com a participação de destacados artistas e personalidades ligadas à cultura do samba, incluindo Sandra de Sá, Sérgio Loroza, Marcelo D2, Pedro Luis, a porta-bandeira Dandara Ventapane, neta de Martinho da Vila, a intérprete da Unidos da Tijuca Wic Tavares, o historiador Luiz Antonio Simas, e Bira Presidente, líder do Fundo de Quintal e do Cacique de Ramos.

## Exibição
| Temporada | Temporada               | Episódios | Exibição original       | Exibição original       |
| Temporada | Temporada               | Episódios | Estreia da temporada    | Término da temporada    |
| --------- | ----------------------- | --------- | ----------------------- | ----------------------- |
| 1ª        | A Roda                  | 2         | 25 de agosto de 2018    | 1º de setembro de 2018  |
| 2ª        | A Roda                  | 4         | 11 de maio de 2019      | 1º de junho de 2019     |
| 3ª        | A Roda: Carnaval        | 2         | 15 de fevereiro de 2020 | 22 de fevereiro de 2020 |
| 4ª        | A Roda: Samba           | 2         | 19 de fevereiro de 2022 | 26 de fevereiro de 2022 |
| 5ª        | A Roda: Conexões        | 2         | 17 de setembro de 2022  | 24 de setembro de 2022  |
| 6ª        | A Roda: Raízes do Samba | 2         | 4 de fevereiro de 2023  | 18 de fevereiro de 2023 |

### Transmissão
O programa A Roda tem sua transmissão realizada em todo o Rio de Janeiro por meio da TV Globo Rio de Janeiro, TV Rio Sul e InterTVs Serra+Mar, Alto Litoral e Planície. A 6ª temporada, foi exibida para todo o estado da Bahia por intermédio da Rede Bahia.

#### Outras mídias
O programa está disponível na integra no Globoplay e de forma compacta no site do G1.